# Sphaerotheca maskeyi
Sphaerotheca maskeyi là một loài ếch thuộc họ Ranidae.
Loài này có ở Nepal, có thể cả Bhutan, và có thể cả Ấn Độ.
Môi trường sống tự nhiên của chúng là rừng ẩm vùng đất thấp nhiệt đới hoặc cận nhiệt đới, đồng cỏ nhiệt đới hoặc cận nhiệt đới vùng ngập nước hoặc lụt theo mùa, đầm nước, hồ nước ngọt có nước theo mùa, và đầm nước ngọt.